# Bauerbach (Turíngia)
Bauerbach é uma localidade e antigo município da Alemanha localizado no distrito de Schmalkalden-Meiningen, estado da Turíngia.
Pertence ao Verwaltungsgemeinschaft de Salzbrücke. Desde 1 de janeiro de 2012, forma parte da cidade de Grabfeld.